# Montane bossen van Al Hajar
De Montane bossen van Al Hajar (Engels: Al Hajar montane woodlands) vormen een ecoregio in het Hadjargebergte in het oosten van het Arabisch Schiereiland. De ecoregio strekt zich uit over delen van Oman en de Verenigde Arabische Emiraten en is onderdeel van de WNF-bioom gematigd grasland, savanne of struweel.

## Geografie
De ecoregio omvat de hoger gelegen delen van het Hadjargebergte. Het gebergte vormt een boog van noordwest naar zuidoost door delen van Oman en de Verenigde Arabische Emiraten en strekt zich uit over een lengte van meer dan 500 kilometer. Het gebergte loopt parallel aan de kust van de Golf van Oman, met de regio Al Batinah in de kustvlakte tussen het gebergte en de zee.
Al Hajar al Gharbi, of de Westelijke Hadjar, strekt zich uit van het schiereiland Musandam op het noordoostelijke puntje van Arabië, door de oostelijke VAE en het noorden van Oman. Al Hajar ash Sharqi, of de Oostelijke Hadjar, strekt zich oostwaarts uit naar Ras al Hadd, het meest oostelijke punt van Oman en Arabië. De Sama'il Gap scheidt het oostelijke en westelijke deel van het gebergte. De kalksteenmassieven Djabal Sjams (2.997 m) en Djabal Achdar (2.980 m), net ten westen van de Sumail Gap, zijn de hoogste toppen van het gebergte. De hoogste top in de oostelijke Hadjar is 2.152 meter.
Het gebergte bestaat voornamelijk uit kalksteen uit het Krijt, samen met metamorfe en stollingsgesteenten, waaronder grijsbruine ofiolieten. De ecoregio woestijn en halfwoestijn van de Golf van Oman omringt de lager gelegen montane bossen.

## Klimaat
De ecoregio heeft een semi-aride gematigd klimaat, dat op lagere hoogten overgaat in subtropisch. De koelste maanden zijn december tot en met maart, wanneer er in de bergen onweer, regen, hagel en af en toe sneeuw valt, vooral op grotere hoogte. De maanden april tot september zijn warmer, met af en toe regenbuien door de moessons van de Indische Oceaan.

## Flora
De natuurlijke vegetatietypen omvatten struikgewas en open bos en de flora varieert met de hoogte en de onderliggende geologie.
Open bossen met Afrikaanse baobab, olijf, Sideroxylon mascatense, walnoot, Italiaanse cipres en Dodonaea viscosa strekken zich uit van 1.100 tot 2.500 meter hoogte. Ziziphus spina-christi, Balanites aegyptiaca, Prosopis cineraria, zwarte den, schietwilg, hulsteik, marula, Vachellia tortilis en Ficus salicifolia en andere vijgensoorten worden gevonden in seizoensgebonden waterlopen (wadi's). Euphorbia larica overheerst op steile hellingen, samen met Vachellia tortilis, Vachellia gerrardii en Periploca aphylla.
Montane bossen komen voor op de hoge toppen tussen 2.100 en 3.000 meter hoogte. Juniperus seravschanica is de karakteristieke boom, soms gemengd met de olijfboom.
Op het schiereiland Musandam werden de halfwintergroene bossen boven 1.300 meter hoogte vroeger gedomineerd door Sideroxylon mascatense, maar nu overheerst Dodonaea viscosa in de aangetaste bossen. Tussen 1.800 en 2.000 meter hoogte vormen Prunus arabica bossen met Ephedra pachyclada en een dichte grondlaag van de struik Artemisia sieberi.
Ceratonia oreothauma ssp. oreothauma is een endemische ondersoort van de boom die alleen voorkomt in een enkele vallei op Djabal Aswad in de oostelijke Hadjar. De andere ondersoort komt voor in Somalië.
Inheemse en bijna-inheemse soorten zijn onder andere Herniaria maskatensis, Pteropyrum scoparium, Rumex limoniastrum, Dionysia mira, Tephrosia haussknechtii, Searsia aucheri, Polygala mascatensis, Convolvulus ulicinus, Teucrium mascatense, Verbascum akdarense, Iphiona horrida, Schweinfurthia imbricata en Ziziphus hajarensis. Meer algemene inheemse soorten zijn Limonium axillare, Ochradiscus aucheri, Sideroxylon mascatense, Convolvulus virgatus, Salvia macilenta, Viola cinerea, Cometes surattensis, kappertjesplant (Capparis spinosa var. mucronifolia), Cleome rupicola, Ebenus stellata, Taverniera glabra, Barleria aucheriana en Pluchea arabica. Veel soorten worden gedeeld met de ecoregio Woestijn en halfwoestijn van Zuid-Iran aan de noordkant van de Perzische Golf en de Golf van Oman.

## Fauna
De Arabische thargeit (Arabitragus jayakari) is endemisch in de regio. Andere grote zoogdieren komen in kleine aantallen voor, waaronder de berggazelle (Gazella gazella), met name in het Wadi Sareen Reservaat, de Arabische wolf (Canis lupus arabs), de gestreepte hyena (Hyaena hyaena) en de Arabische wilde kat (Felis lybica lybica).
Vijf soorten hagedissen zijn endemisch in de bergen: de Asaccus caudivolvulus, Asaccus gallagheri, Pristurus celerrimus, Omanosaura jayakari en Omanosaura cyanura. Asaccus montanus, Asaccus platyrhynchus en Pristurus gallagheri zijn hagedissen die endemisch zijn voor Oman en in de bergen leven.
Er zijn 71 vogelsoorten geregistreerd rond de Djabal Achdar, waaronder 28 inheemse soorten en 41 trekvogels. Tot de inheemse vogels behoren de oorgier (Torgos tracheliotus), de Arabische steenpatrijs (Alectoris melanocephala), de Arabische woestijnpatrijs (Ammoperdix heyi), de gestreepte dwergooruil (Otus brucei), de monnikstapuit (Oenanthe monacha) en de Humes tapuit (Oenanthe alboniger).

## Bescherming en bedreigingen
De ecoregio wordt bedreigd door overbegrazing door kamelen, geiten en wilde ezels. Overbegrazing heeft de regeneratiemogelijkheden van de Ceratonia-bossen en jeneverbesbossen onder 2.400 meter beperkt.

### Bechermde gebieden
1,27% van de ecoregio ligt in beschermde gebieden. Beschermde gebieden zijn onder andere Hatta Protected Area (28 km²), in de Verenigde Arabische Emiraten, en Al Sareen Nature Reserve (780,49 km²) en Al Jabal Al Akhdar Scenic Reserve (296 km²) in Oman.